# Alborea (kommun)
Alborea är en kommun i Spanien.   Den ligger i provinsen Provincia de Albacete och regionen Kastilien-La Mancha, i den östra delen av landet, 240 km sydost om huvudstaden Madrid. Antalet invånare är 849. Arean är 72 kvadratkilometer. Alborea gränsar till Alcalá del Júcar, Casas de Ves, Casas Ibáñez, Villatoya och Requena. 
Terrängen i Alborea är platt åt sydväst, men åt nordost är den kuperad.